# ヴェルナー・ハイゼンベルク
ヴェルナー・カール・ハイゼンベルク（Werner Karl Heisenberg、1901年12月5日 - 1976年2月1日）は、ドイツの理論物理学者。行列力学と不確定性原理によって量子力学に絶大な貢献をした。

## 生涯
ドイツ帝国南部バイエルン王国（現在のバイエルン州）ヴュルツブルクに生まれる。
曽祖父のアドルフ・ツァイシンク（Adolf Zeising）はギリシャ古典文献学者で、「黄金比」の概念を広めたことで知られる。父アウグスト・ハイゼンベルク（August Heisenberg）は古典文献学者で、ビザンツ学が専門だった。
母方の祖父が校長をしていた人文主義ギムナジウムのマクシミリアンギムナジウム・ミュンヘン（Maximiliansgymnasium München）で教育を受ける。
第一次世界大戦時には農場で勤労奉仕していたが、敗戦後は反共派のフライコーア（ドイツ義勇軍）に加わり、バイエルン・レーテ共和国の鎮圧に参加した。
ミュンヘン大学のアルノルト・ゾンマーフェルトに学び、1923年に博士号取得。
1924年、ゲッティンゲン大学でマックス・ボルンの助手となる。同年、コペンハーゲンのニールス・ボーア研究所に留学し、ボーアに師事する。
パスカル・ヨルダンの協力を得ながら、1925年に行列力学（マトリックス力学）を、1927年に不確定性原理を導いて、量子力学の確立に大きく寄与した。
1927年、弱冠25歳でライプツィヒ大学教授に就任。同僚のフリードリヒ・フントと共にライプツィヒ大学を理論物理学の中心地として育て上げた。
1932年に31歳の若さでノーベル物理学賞を受賞。
母国ドイツではナチスの台頭で、恩師のボルンや同僚の多くがナチス体制下のドイツを去ったが、ハイゼンベルクは、プランクからの「今は生き残るために妥協を強いられるにしても、破局の後の新しい時代のドイツのために残るべきだ」という助言もあり、ドイツに残ることにし、場の量子論や原子核の理論の研究を進めた。
ナチス政権下では、相対性理論及びユダヤ人物理学者を擁護する立場を取ったため、シュタルク、レーナルトらナチス党員の物理学者から、「白いユダヤ人」と呼ばれて強い攻撃に晒された。
政府から召集され、第二次世界大戦中は原爆開発、通称ウランフェアライン（ドイツの原子爆弾開発）に関わった。イギリスのベルリン空爆で、家を失ったが家族に犠牲はなかった。
戦後は、1946年から1970年までマックス・プランク物理学研究所の所長を務めた。

## ウランフェアラインでの原爆開発
ハイゼンベルクは、ドイツの原爆開発チーム「ウランフェアライン」（Uranverein）の一員だった。しかし後に、このことは精神的に苦痛だったと書いている。
1941年、ハイゼンベルクはデンマークのボーアを訪ね、「理論上開発は可能だが、技術的にも財政的にも困難であり、原爆はこの戦争には間に合わない」と伝え、あるメモを手渡した。ボーアはそのメモをアメリカのハンス・ベーテに渡した。ベーテによると、それは原子炉の絵だった。ハイゼンベルクのシンクロトロンが、火災を起こし、懸命な消火活動によっても、1ヶ月間鎮火することはなかったため、世界中にニュースとして配信されたところ、その新聞記事を読んだアルバート・アインシュタインは、「ハイゼンベルクがとうとう、原子炉の開発に成功したので、原爆を作るのは時間の問題だ」と考えた。ボーアからベーテの手に渡ったハイゼンベルクのメモには重水炉のシェーマが記されており、これを見せられていたアインシュタインは、妄想にしか過ぎなかった原子爆弾開発競争を覚悟した。ハイゼンベルクは、ナチス高官による、電力不足の解決方法を重水炉でするという方法を打ち明けたが、自らは重水炉の開発をサボタージュした。
終戦後は他の開発者と共にイギリス情報局秘密情報部の手でイギリスのファーム・ホールに軟禁され、広島・長崎の原爆投下のニュースもそこで聞いた。それを聞いたハイゼンベルクは、そんなことは不可能だと驚いたという。

## 逸話
- 流体力学に関する博士論文をミュンヘン大学に提出し、口頭試問をヴィーン教授から受けたが、実験物理学に関する質問（顕微鏡等の分解能や電池の原理）に全く答えられず、平均的な3という評定を得た（1923年）（同じく、ミュンヘン大学に博士論文を提出した友人のパウリは評定1（最高評価）であった）。
- 1925年、花粉症（枯草熱）の療養のために、植物の少ないヘルゴラント島ですごしていたときに重要な着想を得た。
- ピアノの名手であり、少年時代に「将来は科学者になるか、ピアニストになるか」を真剣に悩んだという。

## ハイゼンベルクが登場する作品
1941年にハイゼンベルクとボーアがコペンハーゲンで会った際に何が起こったのか、とくにナチ体制のために核兵器を開発していくことについてハイゼンベルクがどういう意図を持っていたかについてこの会見から何がわかるのか、ということは多くの関心を集めている。マイケル・フレインの1998年の戯曲『コペンハーゲン』はこれを主題とし、高い評価を受けて舞台芸術関連の賞もいくつか受賞している。本戯曲はBBCによってボーア役がスティーヴン・レイ、ハイゼンベルク役がダニエル・クレイグというキャストでテレビドラマ化されており、2002年9月26日に初放映された。BBCの科学ドキュメンタリーシリーズ、『ホライズン』でも同じ1941年の会見が既に1992年にテレビ化されており、ボーア役はアンソニー・ベイト、ハイゼンベルク役はフィリップ・アンソニーであった。
ベンハミン・ラバトゥッツによる科学小説『恐るべき緑』に収録されたうちの一編『私たちが世界を理解しなくなったとき』では、ハイゼンベルクとルイ・ド・ブロイ、そしてエルヴィン・シュレーディンガーの三人が寄与した量子力学発展の黎明期が描かれる。

## 受賞歴
- 1929年 マテウチ・メダル
- 1930年 バーナード・メダル
- 1932年 ノーベル物理学賞
- 1933年 マックス・プランク・メダル
- 1970年 ジークムント・フロイト賞

## 著作
- 『自然科学的世界像』田村松平訳、みすず書房〈現代科学叢書 第4〉、1953年。
  - 『自然科学的世界像』田村松平訳（第2版）、みすず書房、1979年。
- 『量子論の物理的基礎』玉木英彦・遠藤真二・小出昭一郎共訳、みすず書房、1954年。
- 『原子核の物理』佐々木宗雄訳、みすず書房〈現代科学叢書 第41〉、1957年。
- 『現代物理学の思想』河野伊三郎・富山小太郎訳、みすず書房〈みすず・ぶっくす〉、1959年。
- 神保謙吾 編『人文主義的教養と自然科学』同学社、1962年。
- 『現代物理学の自然像』尾崎辰之助訳、みすず書房、1965年。
- 『素粒子の統一場理論』片山泰久訳、みすず書房、1970年。
- 『限界を越えて』尾崎辰之助訳、蒼樹書房、1973年。
- 『部分と全体　私の生涯の偉大な出会いと対話』山崎和夫訳、みすず書房、1974年。
- H.P.デュル 編『科学における伝統』山崎和夫訳、みすず書房、1978年。
- 黒崎勇 編『社会と科学の関係』朝日出版社、1978年。
- 『真理の秩序』山崎和夫訳、筑摩書房〈筑摩叢書 335〉、1989年。
- 『科学-技術の未来　ゲーテ・自然・宇宙』芦津丈夫編訳、人文書院、1998年。

### 共著
- 『地上と星の中のエネルギー　語りつぐ現代物理学』清水韶光訳、海鳴社、1975年。
  - (改訳)『物理学に生きて　巨人たちの思索の軌跡』青木薫訳、吉岡書店、1990年。
  - (改訳)『物理学に生きて　巨人たちが語る思索のあゆみ』青木薫訳、筑摩書房〈ちくま学芸文庫〉、2008年。